# Тенис у колицима
Тенис у колицима је варијанта тениса за спортисте са различитим физичким инвалидитетом. Величина терена, висина мреже и рекети су исти, али постоје двије велике разлике у односу на пјешачки тенис: спортисти користе посебно дизајнирана инвалидска колица, а лопта може да одскочи до два пута, при чему се други скок може десити и ван терена.
Тенис у инвалидским колицима се игра на сва четири гренд слема од 2007. године и један је од спортова који се игра на Љетњим параолимпијским играма. Постоје три категорије, мушкарци, жене и четворке; свака категорија има турнире у синглу и у паровима.
Квад, најновија дивизија, је за играче који имају значајан губитак функције у најмање једном горњем екстремитету, али могу укључивати различите инвалидности осим квадриплегије. Дивизија се понекад назива мешовита, посебно на Параолимпијским играма. Играчи четвораца често залепе рекете за руке, како би надокнадили губитак функције, а неким играчима је дозвољено да користе инвалидска колица на електрични погон.

## Историјат
Тенис у инвалидским колицима је постао популаран 1976. године захваљујући напорима Бреда Паркса, који се сматра творцем такмичарског тениса у инвалидским колицима. Године 1982. Француска је постала прва земља у Европи која је увела програм тениса у инвалидским колицима. Од тада је уложено много напора да се спорт промовише на елитном нивоу.
Овај спорт је брзо постао популаран широм свијета и представљен је на Параолимпијским играма као демонстрацијски догађај на Љетњим параолимпијским играма у Сеулу 1988. године. Године 1990., тенис у инвалидским колицима играо се упоредо са такмичењем способних играча у Мајамију. Ово се наставило више од 15 година. Управо на Љетњим параолимпијским играма у Барселони 1992. године тенис у инвалидским колицима је стекао статус пуноправног такмичења. Љетње параолимпијске игре 2000. у Сиднеју су изузетно подигле оцјену јавности и довеле до увођења овог спорта на четири годишња Гранд Слам турнира у тенису. Године 2004, након напора Рика Дрејнија, категорија квад је додата Параолимпијским играма.
У класи 8 тениса у инвалидским колицима на Отвореном првенству Аустралије 2002. године, такмичарски тенис у инвалидским колицима се по први пут одржава у исто вријеме и на истом мјесту на гренд слему. Године 2005. створена је Мастерс серија, која обухвата све догађаје на гренд слемовима и на крају године, пошто су се Вимблдон и УС Опен придружили Мелбурну. Године 2007. Ролан Гарос се придружио и Класик 8с је замјењен Аустралиан Опен-ом који је одржан на истом мјесту две недјеље касније. У 2009. години сви догађаји који се играју на гренд слем турнирима способних играча преименовани су у гренд слемове.
Холандија је доминирала, са бројним победама на великим турнирима, укључујући Параолимпијске игре и гренд слемове.
Естер Вергер држи рекорд са освојене четири златне параолимпијске медаље – по једну на Играма 2000, 2004, 2008. и 2012. године. Она држи рекорд по броју узастопних побједа у појединачној категорији у инвалидским колицима.
За сезону 2013. године ИТФ је одлучила да усвоји тај-брејк меча умјесто трећег и одлучујућег сета у мечевима дублова. Међутим, тај-брејк би се користио само на догађајима који су оцјењени као ИТФ1 или ниже и на Свјетском тимском купу. Гренд слемови су, међутим, били слободни да одлучују о формату својих турнира.

## Велики турнири
ИТФ турнир у инвалидским колицима састоји се од међународних турнира са различитим оцјенама и новчаном наградом. Турнире у тенису у инвалидским колицима оцјењује ИТФ. Укупан наградни фонд за турнеју 2016. године био је преко 2 милиона долара. Турнеја тениса у инвалидским колицима обухвата сљедеће врсте турнира:
- Гренд слемови
- Мастерс
- ИТФ супер серија
- ИТФ 1 серија
- ИТФ 2 серија
- ИТФ 3 серија
- ИТФ Футурес

Четири гренд слема – Отворено првенство Аустралије у тенису, Вимблдонски турнир, Ролан Гарос и Отворено првенство САД у тенису – укључују жреб тениса у инвалидским колицима. До 2018. само су Отворено првенство САД у тенису и Отворено првенство Аустралије у тенису нудили жреб четворки. Позвана су само четири Куад играча (за разлику од осам за мушкарце и жене). У 2018. години, на Вимблдону је одигран промотивни меч куад инвалидских колица. Касније те године, објављено је да ће Вимблдон понудити извлачење четворки у синглу и у дублу, почевши од 2019. године. Почетком фебруара 2019. Ролан Гарос је најавио да ће исте године његово такмичење почети са извлачењем четворочланих инвалидских колица.
Догађаји Супер Серије укључују Бендиго Опен (Бендиго), Кејџун Класик (Батон Руж), Бритиш Опен (Нотингем), Јапан Опен (Токио), УС Опен УСТА Чампионшипс (Сент Луис) и Опен де Франце (Париз). ИТФ објављује годишњи календар са свим турнирима и њиховим оценама.
Посљедња два велика турнира у години су Мастерс тениса у инвалидским колицима (појединачни турнир) и Уникло турнир у паровима у инвалидским колицима. Осам најбољих мушкараца, осам најбољих жена и најбољих шест четворки на основу рангирања су позвани да се тамо такмиче сваке године.
Тенис у инвалидским колицима игра се и на Параолимпијским играма и ФЕСПИК играма.